# 象棋六種之図式
象棋六種之図式（しょうぎろくしゅのずしき）は、江戸時代に発行された古将棋の解説書。元禄年間に発行された諸象戯図式より時代は下るが、正確な発行時期は不明。
現在では「雑藝叢書」に収録されているものからその内容を知ることができるが、「雑藝叢書」自体が絶版となっている。『雑藝叢書』の記載によれば、「写本に云ふ、嘉吉三年卯月十五日写す、一校を加ふと云々」とあり、嘉吉三年は1443年に当たることから、15世紀半ばにはこれらの将棋が知られていたことになる。
- 小将棋
- 中将棋
- 大将棋
- 大大将棋
- 摩訶大大将棋
- 泰将棋（無上大将棋）

について解説されている。「泰将棋」は、これまで「大将棋（たいしょうぎ）」「無上大将棋」などと表記されていたものが、大将棋（だいしょうぎ）と紛らわしいため、象棋六種之図式で「泰」の字が当てられた。
解説は初期配置図と駒の動きが主であるが、摩訶大大将棋の駒の配置をうたった頌が、『象棋六種之図式』に記載されている。